# Calumma amber
Espèce
Statut de conservation UICN

 NT  : Quasi menacé
Statut CITES

Un calumma amber mâle dans le parc national de la Montagne d'Ambre. Décembre 2018.

Calumma amber est une espèce de sauriens de la famille des Chamaeleonidae.

## Répartition
Cette espèce est endémique de la région de Diana à Madagascar. Elle se rencontre dans le parc national de la Montagne d'Ambre.

## Publication originale
- Raxworthy & Nussbaum, 2006 : Six New Species of Occipital-Lobed Calumma Chameleons (Squamata: Chamaeleonidae) from Montane Regions of Madagascar, with a New Description and Revision of Calumma brevicorne. Copeia, vol. 2006, no 4, p. 711-734.